# Ван-3 (кантон)
Ван-3 (фр. Vannes-3) — кантон во Франции, находится в регионе Бретань, департамент Морбиан. Входит в состав округа Ван.

## История
Кантон образован в результате реформы 2015 года. В его состав вошли отдельные коммуны упраздненных кантонов Ван-Эст и Эльвен, включая восточную часть города Ван, а также одна коммуна кантона Гран-Шан.

## Состав кантона с 22 марта 2015 года
В состав кантона входят коммуны (население по данным Национального института статистики за 2019 г.):
- Ван (восточные кварталы, 10 916 чел.)
- Мёкон (2 262 чел.)
- Монтерблан (3 299 чел.)
- Сен-Нольф (3 847 чел.)
- Сент-Аве (11 895 чел.)
- Трефлеан (2 406 чел.)

## Политика
На президентских выборах 2022 г. жители кантона отдали в 1-м туре Эмманюэлю Макрону 34,4 % голосов против 18,5 % у Марин Ле Пен и 18,2 % у Жана-Люка Меланшона; во 2-м туре в кантоне победил Макрон, получивший 67,6 % голосов. (2017 год. 1 тур: Эмманюэль Макрон – 31,4 %, Франсуа Фийон – 21,8 %, Жан-Люк Меланшон – 16,6 %, Марин Ле Пен – 14,4 %; 2 тур: Макрон – 76,6 %. 2012 год. 1 тур: Франсуа Олланд — 30,9 %, Николя Саркози — 28,5 %, Марин Ле Пен — 13,1 %; 2 тур: Олланд — 52,4 %).
С 2015 года кантон в Совете департамента Морбиан представляют член совета города Ван Жиль Дюфеньё (Gilles Dufeigneux) и вице-мэр коммуны Монтерблан Гаэль Фавеннек (Gaëlle Favennec) (оба — Разные правые).
|                | Кандидаты                        | Партия                   | Первый тур | Первый тур     | Второй тур | Второй тур |
| Кол-во голосов | Кандидаты                        | Партия                   | % голосов  | Кол-во голосов | % голосов  |            |
| -------------- | -------------------------------- | ------------------------ | ---------- | -------------- | ---------- | ---------- |
|                | Жиль Дюфеньё Гаэль Фавеннек      | Правый блок              | 3 145      | 37,07          | 4 355      | 50,11      |
|                | Франсуа Кардрон Морган Ле Ру     | Разные левые             | 2 852      | 33,62          | 4 336      | 49,89      |
|                | Мари Ле Кальве Фредерик Мессажер | Национальное объединение | 1 283      | 15,12          |            |            |
|                | Ян Ле Барайек Кристель Ферек     | Разные левые             | 1 203      | 14,18          |            |            |

|                | Кандидаты                      | Партия             | Первый тур | Первый тур     | Второй тур | Второй тур |
| Кол-во голосов | Кандидаты                      | Партия             | % голосов  | Кол-во голосов | % голосов  |            |
| -------------- | ------------------------------ | ------------------ | ---------- | -------------- | ---------- | ---------- |
|                | Жиль Дюфеньё Гаэль Фавеннек    | Правый блок        | 4 513      | 39,04          | 5 790      | 54,52      |
|                | Аннаик Дюбо-Оливье Тьерри Эвно | Левый блок         | 4 099      | 35,46          | 4 830      | 45,48      |
|                | Лоран Луи Мари-Клод Ран        | Национальный фронт | 2 326      | 20,12          |            |            |
|                | Катрин Гюген Дидье Ле Дерф     | Левый фронт        | 621        | 5,37           |            |            |